# Kinder Surprise
Kinder Surprise, také Kinder vajíčko, je cukrovinka, kterou vyrábí italská firma Ferrero SpA od roku 1974. Jedná se o čokoládové vajíčko, které uvnitř obsahuje plastovou kapsli s malou hračkou. Od roku 1974 bylo celosvětově prodáno 30 miliard kusů.

## Popis
Kinder Surprise je duté vejce z mléčné čokolády, lemované vrstvou sladkého mléčného krému. Uvnitř každého vejce je plastová kapsle, která obsahuje malou hračku, která někdy vyžaduje sestavení. Kapsle je žlutá, údajně připomíná vaječné žloutky. Vajíčka jsou zabalena v hliníkové fólii s návodem a varovnými štítky, které upozorňují spotřebitele na nebezpečí polknutí malých plastových částí, ze kterých se hračka skládá.
Podle společnosti CNNMoney je Kinder Surprise nejoblíbenější v Německu, Rusku a ve Spojeném království.